# Pietro Krohn
Pietro Købke Krohn (født 23. januar 1840 i København, 15. oktober 1905 sammesteds) var en dansk kunstmaler og museumsdirektør.
Krohn var søn af billedhugger og medaljør Frederik Christopher Krohn (1806–1883) og dennes hustru Sophie Susanne Købke (1807–1853). Han blev student fra Metropolitanskolen 1859, uddannede sig som kunstmaler under Wilhelm Marstrand og P.C. Skovgaard, deltog i 2. Slesvigske Krig 1864 som frivillig officersaspirant og blev løjtnant efter Alsaffæren, opholdt sig 1871–1878 i Italien og var 1878 ansat ved Verdensudstillingen i Paris. Efter sin hjemkomst tegnede han en del kostumer til Det Kongelige Teater, fik 1880 ansættelse som dets økonomiinspicient og kostumier og blev 1885 tillige sceneinstruktør, særlig for operaen:
- Oberon, delvis nyoversættelse af det romantiske tryllespil i tre akter af I.R. Planché – premiere 18. december 1886 på Det Kongelige Teater
- Foraaret kommer, fest-ballet i en akt af Pietro Krohn – premiere 26. maj 1892 på Det Kongelige Teater

Bogstaveligheden og Peters Jul
|  |  |  | I 1880 var han ophavsmand til ideen om foreningen Bogstaveligheden. Han illustrerede en del børnebøger, heriblandt broderen Johan Krohns kendte børnebog Peters Jul. Han fungerede som operainstruktør på Det Kongelige Teater (1885–1893) og som kunstnerisk leder af Bing & Grøndahl. Her skabte han spisestellet, Hejrestellet, der er inspireret af kinesisk og japansk kunst og foregriber med sin dekorative linjeføring art nouveau-stilen. |

I 1889 udgav han faderens efterladte optegnelser omkring danske kobberstik i værket Samlinger til en beskrivende fortegnelse over danske kobberstik, raderinger, illustrationer m.m. (fotografisk genoptryk i 1962), og det er stadig standardværket om dette emne.
Han fratrådte som økonomiinspicient ved Det Kongelige Teater for i 1893 at blive Kunstindustrimuseets første leder. Sammen med museets bibliotekar Emil Hannover stod han for opbygningen af museets første samling bl.a. ved omfattende indkøb på Verdensudstillingen i Paris 1900 af art nouveau-genstande og med kunsthåndværk udformet af danske kunstnere som Thorvald Bindesbøll, Effie Hegermann-Lindencrone, Arnold Krog, Herman A. Kähler, Johan Rohde, Harald Slott-Møller og J.F. Willumsen.
Han giftede sig den 28. januar 1881 med Emilie Juliane Bull, datter af cand.jur. Carl Ludvig Bull. Parret fik sønnen Mario Krohn (1881–1922), der var kunsthistoriker samt datteren Michaela Krohn (som senere giftede sig til efternavnet Pooley).
Krohn og den finsk-svenske kunstner Albert Edelfelt havde et tæt venskab. Krohn boede en sommer i Edelfelts atelier i Paris, og de to kunstnere førte en omfattende korrespondance. Edelfelt portrætterede Krohn og hans søn Mario i 1894.
Han blev Ridder af Dannebrog 1889 og Dannebrogsmand 1900.

## Billeder
| - Værker af eller med Pietro Krohn - Barneportræt Adolphine Wilhelmine Petersen, 1863 - Maren Krohn, 1863 - Emil Aarestrup, 1863 - Politikeren Ditlev Gothard Monrad, 1865 - Kunstnerens far, medaillør F.C. Krohn, 1865 - Æbleskiver vendes ud af en æbleskivepande. Fra broderen Johan Krohns Peters Jul, 1866 - Studie af en gammel kone fra Ærø, 1869 - Elisabeth Jerichau Baumann med sønnen Harald Jerichau og Pietro Krohn, ca. 1873 - Musicerende børn. 1875 - Balletkostume, sandsynligvis tegnet af Pietro Krohn. Tegningen findes i Det Kongelige Teaters Arkiv i Rigsarkivet. - "Indisk" teaterkostume, sandsynligvis tegnet af Pietro Krohn. - "Kinesisk" kostume, sandsynligvis tegnet af Pietro Krohn. Uklar datering - Toreador-kostume, sandsynligvis tegnet af Pietro Krohn - En købstadsgade, uden dato |